# Tessina

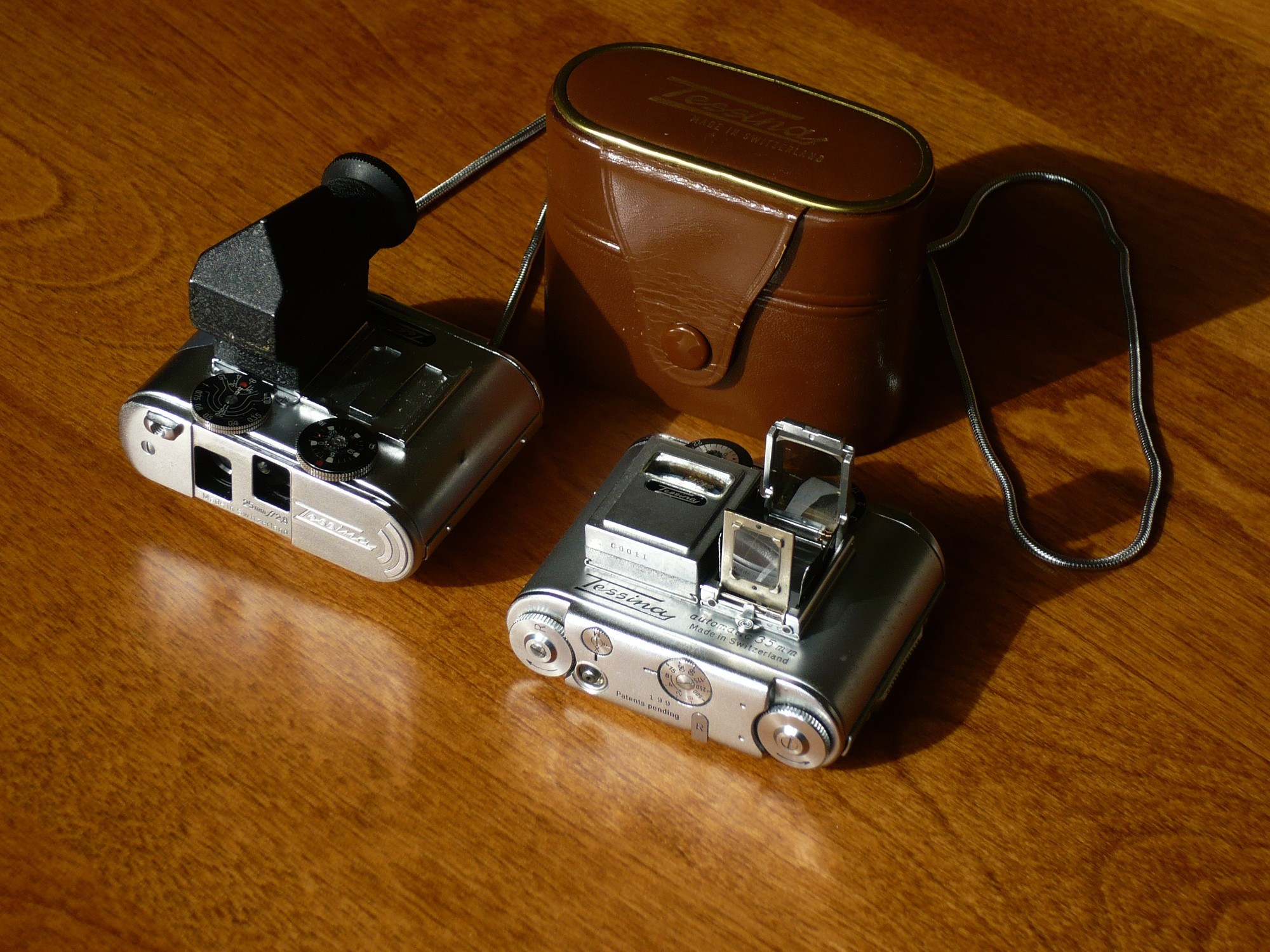
Tessina Automatic avec pentaprisme ; Tessina 35 avec viseur de poitrine, étui de cuir et chaîne.

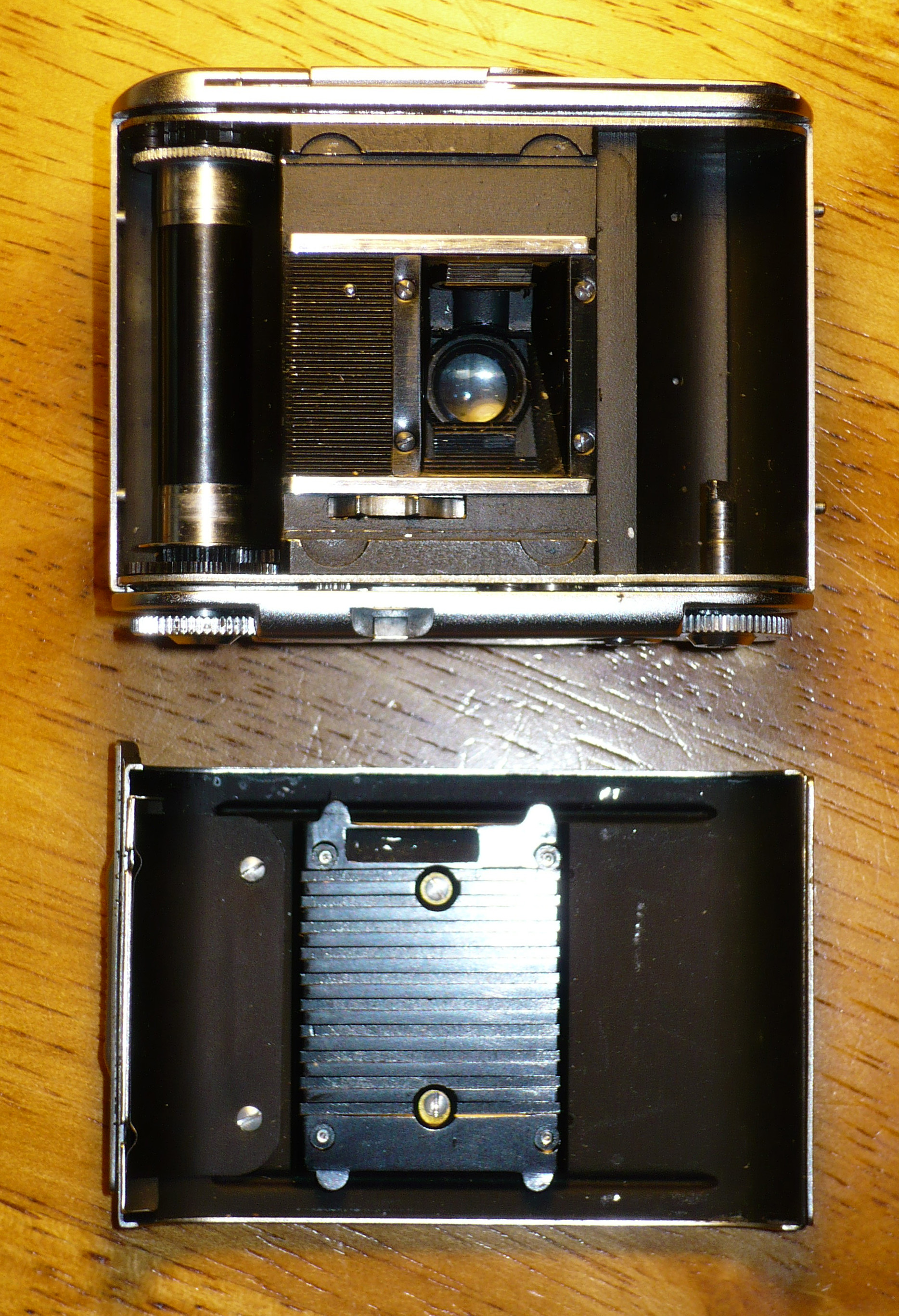
Dos ouvert

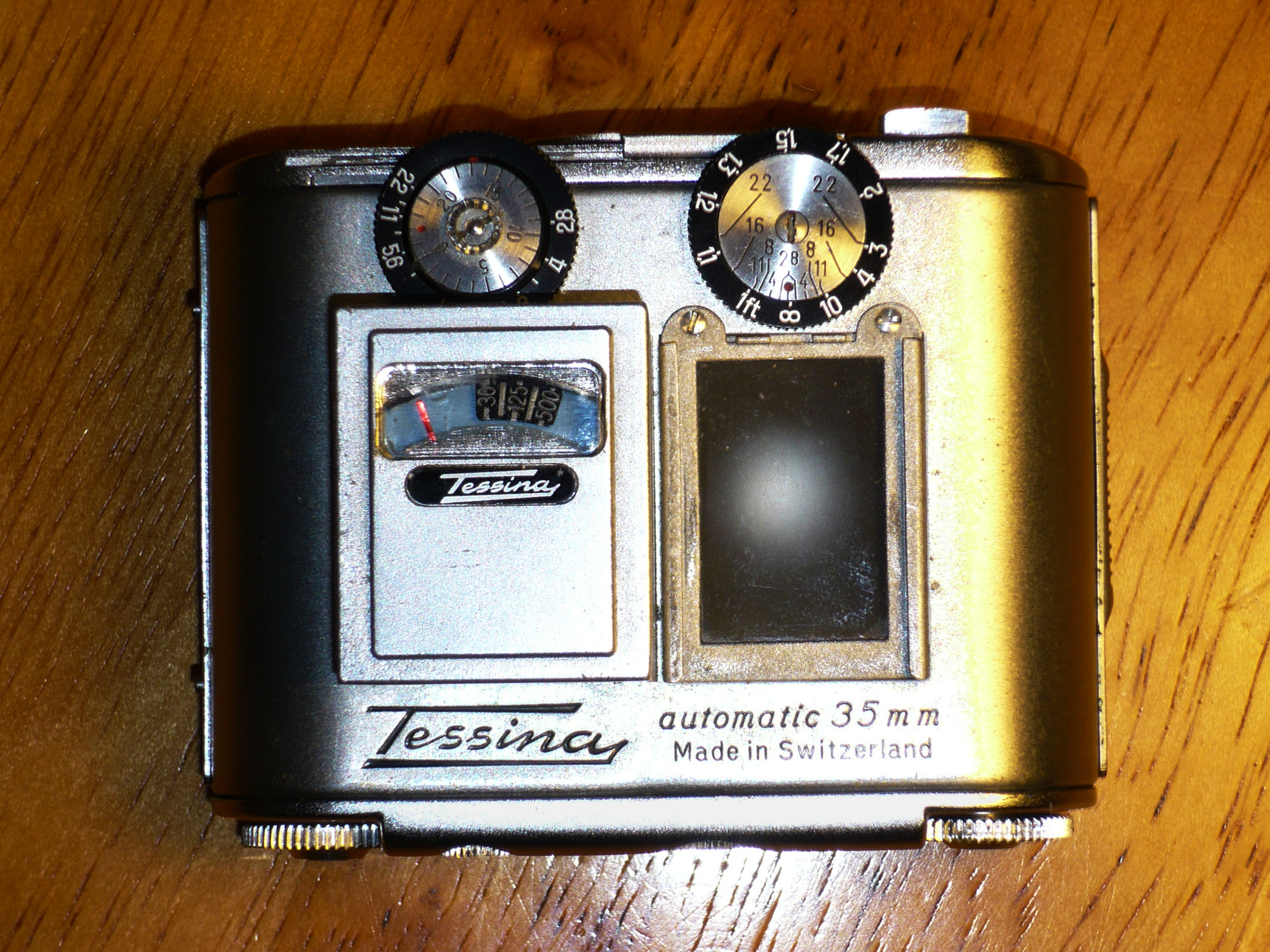
Posemètre Tessina au sélénium

Le Tessina, officiellement créé par Arnold Siegrist, est un appareil photographique argentique de format subminiature de haute qualité, sur film 35 mm, breveté par l'ingénieur chimiste autrichien Rudolph Steineck et fabriqué par Siegrist, à Grenchen, Suisse. 
Il a été introduit sur le marché en 1957 et distribué par la société Concava S.A., à Lugano, Suisse, dirigée par Steineck. Sa fabrication s'est poursuivie jusqu'en 1996. 

## Description
Le Tessina prend des images de format 14 x 21 mm sur du film standard 35 mm préchargé dans des cartouches spéciales. C'est un appareil reflex bi-objectif, de très petites dimensions (7,5 x 5 x 2,5 cm), équipé de deux objectifs semblables 25 mm f/2.8 Tessinon, l'un pour la prise de vue, l'autre pour la visée sur un verre dépoli disposé sur le dessus de l'appareil. Un miroir à 45 ° réfléchit la lumière vers la surface sensible du film disposée au fond de l'appareil pour gagner de la place. L'image se trouve donc inversée droite-gauche : lors d'un agrandissement ou d'un tirage par contact, on doit placer la face émulsionnée du film vers la source de lumière.
Les ouvertures sont réglables en continu de  f/2.8 à f/22, et les temps de pose de la 1/2 seconde à 1/500 de seconde, et la pose B. Les Tessina 35 et Tessina L ont une mise au point minimale à 22,5 cm, tandis que le Tessina Automatic 35 mm doit se contenter de 30 cm. Le film avance automatiquement grâce à un ressort et un mécanisme d'horlogerie contenus dans la bobine réceptrice. Chaque remontage du mécanisme assure l'avancée du film pour huit vues consécutives.
Trois modèles, très similaires, ont été produits : le Tessina Automatic 35 mm, le Tessina 35 et le Tessina L. Ils étaient proposés en différentes finitions : aluminium brossé, anodisé ou en noir, or, bleu ou rouge.

## Accessoires
- Viseur optique repliable formant capot du verre de visée (standard)
- Pentaprisme 6x (noir ou chrome), avec correction dioptrique
- Loupe de visée 8x, avec correction dioptrique
- Viseur sportif repliable (sans optique)
- Chaîne et adaptateur pour trépied
- Griffe pour accessoires
- Chargeur de film
- Posemètre au sélénium miniaturisé (le plus petit au monde) de dimensions 26,5 mm x 22,2 mm x 9,8 mm, poids 19,5g.
- flash à lampe
- montre mécanique Tessina 17 rubis
- Étui de ceinture en cuir noir ou brun avec garniture couleur or.
- Bracelet en cuir, pour porter le Tessina comme une montre

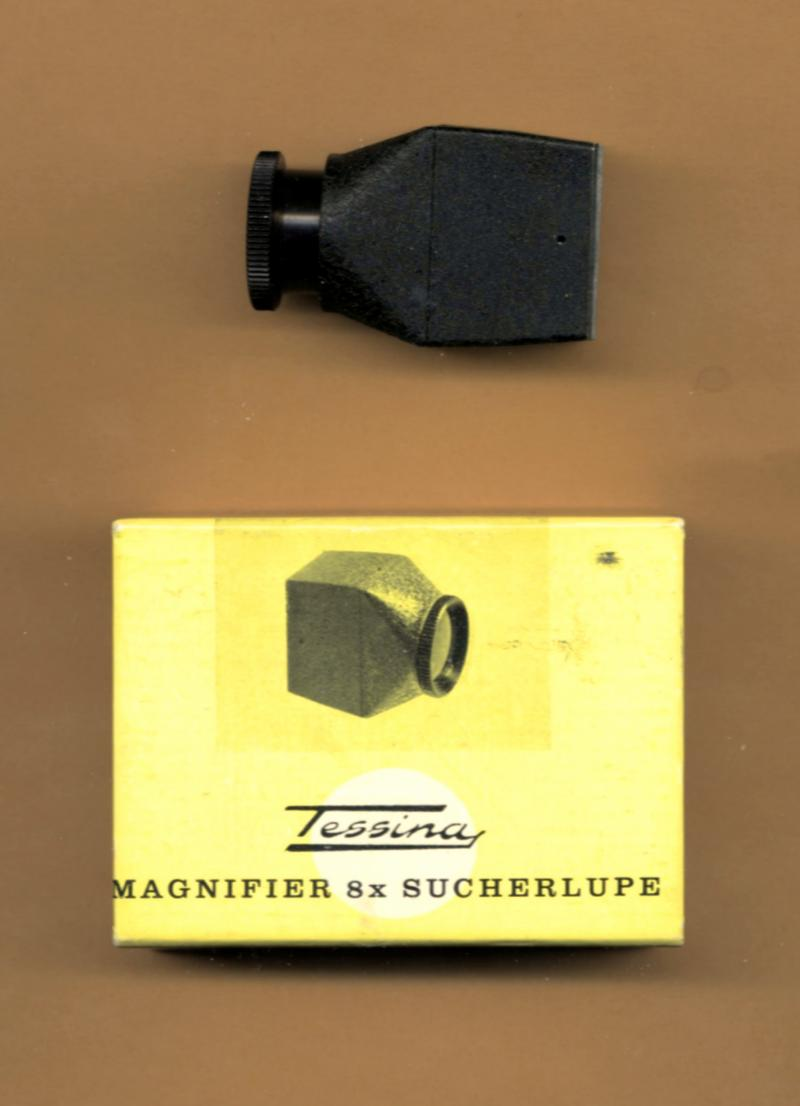
Loupe de visée Tessina 8x

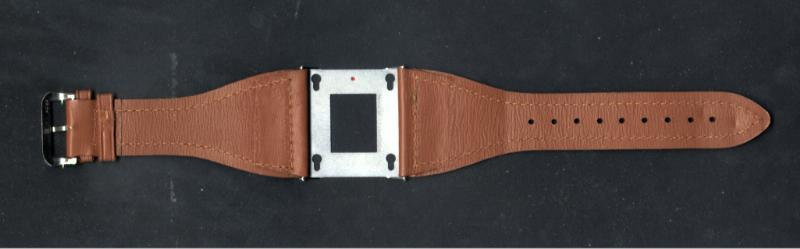
Bracelet Tessina pour attacher l'appareil au poignet

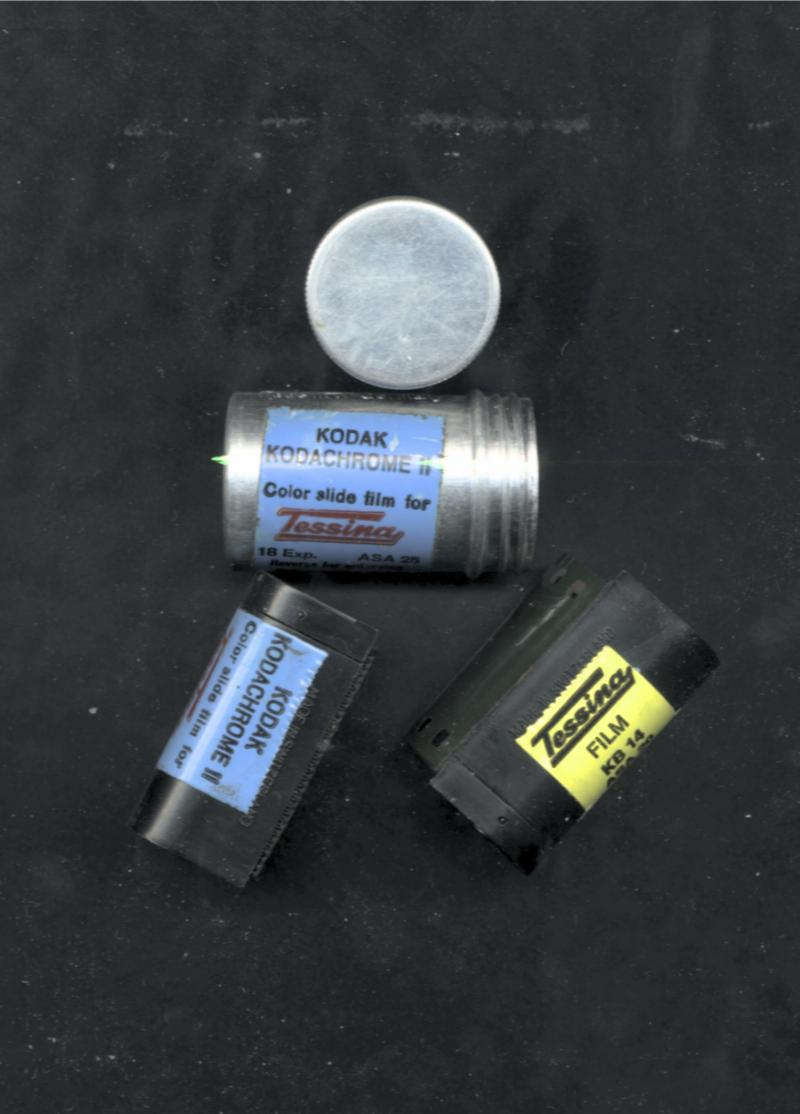
Film Tessina